# L'Homme du jour
Pour plus de détails, voir Fiche technique et Distribution.
L’Homme du jour est un film français réalisé par Julien Duvivier et sorti en 1937. 

## Synopsis
En province, Alfred Boulard, électricien et chanteur amateur à ses heures, mais ambitionnant de faire carrière, sauve la vie de la grande vedette Mona Thalia, de passage dans la région, en lui donnant son sang pour une transfusion d'urgence. Reconnaissante, elle va l’aider à réaliser son rêve : devenir chanteur de music-hall. Le succès d'Alfred va être de courte durée.

## Fiche technique
- Titre original : L'Homme du jour
- Réalisation : Julien Duvivier, assisté de Robert Vernay
- Scénario : Charles Spaak, Charles Vildrac
- Producteurs : José Marquis, Julien Duvivier
- Musique : Jean Wiéner
- Chansons : Charles Trénet et Michel Emer, Charles Borel-Clerc et Jean Wiener
- Photographie : Roger Hubert
- Cameraman : Jean Charpentier
- Assistant-opérateur : Henri Alekan
- Montage : Marthe Poncin
- Décors : Jacques Krauss
- Costumes : René Hubert
- Son : Antoine Archimbaud
- Pays d'origine :  France
- Tournage : 
  - Langue : français
  - Année : 1936
  - Intérieurs : Studios de Joinville (Val-de-Marne)
  - Extérieurs : La Baule (Loire-Atlantique)
- Société de production : Les Films Marquis (France)
- Société de distribution : DFP (Distribution Parisienne de Films), Télédis, Gaumont
- Distribution en Belgique : Les Films Emka
- Format : noir et blanc — 35 mm — 1.37:1 — monophonique
- Genre : film musical, comédie dramatique
- Durée : 87 minutes
- Date de sortie : France: 25 février 1937
- Affiche : Jean-Adrien Mercier, Boris Grinsson (France)

## Distribution
- Maurice Chevalier : Alfred Boulard, un électricien qui deviendra vedette de la chanson (et lui-même)
- Elvire Popesco : Mona Thalia, une grande tragédienne excentrique à qui Alfred sauve la vie
- André Alerme : le baron François-Théophile Cormier de la Creuse, son compagnon
- Josette Day : Suzanne Petit, une dactylo, la fiancée d'Alfred qui veut faire du music-hall mais n'a pas de talent
- Marcel Vallée : Vergoulet, un client de pension de famille
- Marguerite Deval : Mme Christoforo, la doyenne de la compagnie théâtrale
- Renée Devillers : Fanny Couvrain, une fleuriste amoureuse d'Alfred
- Marcelle Géniat : Alphonsine Boulard, une fille de ferme, la mère d'Alfred
- Raymond Aimos : le vieil acteur cabotin
- Charlotte Barbier-Krauss : Mme Legal, la patronne de la pension de famille
- Romain Bouquet : le médecin
- Henry Charrett : un passager du métro
- Henri Crémieux : le metteur en scène du music-hall
- Simone Deguyse : la femme lisant le journal à la terrasse du café
- Paul Demange : un passager du métro qui reconnaît Boulard
- Arthur Devère : le caméraman
- Paulette Élambert : la petite sœur de Suzanne
- Paul Escoffier : le directeur du music-hall
- Henri Etiévant : le revendeur
- Fernand Fabre : le peintre à la réception
- Louis Florencie : Antoine, le boucher
- Jeanne Fusier-Gir : la chanteuse à l'audition
- Anthony Gildès : un vieillard à la réception chez Mona Thalia
- Charles Granval : l'ancien de la coloniale
- Jacques Grétillat : M. Legal, le patron de la pension de famille
- Jannik Léonnec : la bonne de la pension
- Robert Lynen : Milot, un apprenti électricien qui travaille avec Alfred
- Germaine Michel : la bouchère
- Missia : une dame du monde à la réception chez Mona Thalia
- Robert Ozanne : un représentant
- Robert Pizani : le poète efféminé
- Marcelle Praince : Mme Pinchon, une pensionnaire
- Maurice Rémy : Archimbaud, l'ingénieur du son
- Philippe Richard : le chirurgien
- Robert Seller : le domestique de Mona Thalia
- Pierre Sergeol : La Breloque, le client malhonnête de la pension de famille
- Sinoël : le fonctionnaire à la retraite
- Victor Vina : le tragédien
- Georgé : le commissaire
- Jacques Chevalier : Félix
- Simone Gauthier : une infirmière
- André Varennes : le garçon de ferme
- Jean Wiéner : le pianiste à la répétition
- les journalistes :
  - Jean Daurand
  - Léon Larive
  - Robert Ralphy
  - Georges Rollin
  - Albert Brouett
  - Eddy Debray
  - Pierre Piérade
- et aussi :
  - Yvonne Yma
  - Zélie Yzelle
  - Geneviève Sorya
  - Eugène Stuber
  - Anna Lefeuvrier
  - Henry Valbel
  - Georges Vitray
  - Emile Riandreys
  - Marcel Melrac
  - Jacques Beauvais
  - Philippe Janvier
  - Gaby Andreu
  - Yolanda
  - Frédéric Mariotti
  - Léon Brizard
  - Léon Arvel
  - Marcel Carpentier
  - Mona Dol
  - Jacqueline Pacaud
  - Marcel André
  - Edith Gallia
  - Emile Tramont

Source partielle: DVD toile